# The New World (soundtrack)
The New World is de originele soundtrack, gecomponeerd en gedirigeerd door James Horner voor de film The New World uit 2005 van Terrence Malick. Het album werd uitgebracht op 24 januari 2006 door New Line Records.
De partituur werd uitgevoerd door het Hollywood Studio Symphony. De muziek werd opgenomen en gemixt in de Todd-AO Scoring Stage in Los Angeles, met geluidstechnicus Simon Rhodes.
Horner werkte bij de soundtrack eerst vanuit het script en vervolgens vanuit gemonteerde scènes. Naarmate de film opnieuw werd gemonteerd, waren er meer wijzigingen in de partituur nodig. Omdat Malicks montage uitgebreid was en het herordenen of weglaten van passages of het invoegen van sequenties inhield, werd veel van Horners partituur niet gebruikt.
Voor de uiteindelijke versie gebruikte Malick delen van Horners muziek samen met het preludium van Wagners "Das Rheingold", Mozarts "Pianoconcert nr. 23" en andere stukken. Horner en Glen Ballard schreven en namen het nummer "Listen to the Wind" op, gezongen door Hayley Westenra voor de aftiteling, maar ook dit werd niet gebruikt.

## Tracklijst
Alle nummers geschreven door James Horner, tenzij anders aangegeven.

| 1.                 | The New World                                                                   | 5:22  |
| 2.                 | First Landing                                                                   | 4:45  |
| 3.                 | A Flame Within                                                                  | 4:05  |
| 4.                 | An Apparition in the Fields...                                                  | 3:42  |
| 5.                 | Journey Upriver                                                                 | 4:16  |
| 6.                 | Of the Forest                                                                   | 6:55  |
| 7.                 | Pocahontas and Smith                                                            | 3:41  |
| 8.                 | Forbidden Corn                                                                  | 11:00 |
| 9.                 | Rolfe Proposes                                                                  | 4:31  |
| 10.                | Winter - Battle                                                                 | 8:28  |
| 11.                | All is Lost                                                                     | 8:14  |
| 12.                | A Dark Cloud is Forever Lifted                                                  | 9:55  |
| 13.                | Listen to the Wind – Hayley Westenra (tekst: Glen Ballard; muziek James Horner) | 4:35  |
| Totale duur: 79:29 |                                                                                 |       |

## Personeel
- Tony Hinnigan – etnische houtblazers
- Ian Underwood – primaire synthesizerprogrammering
- Hayley Westenra – vocalen